# Poiana Ursului
Poiana Ursului – wieś w Rumunii, w okręgu Alba, w gminie Meteș. W 2011 roku liczyła 10 mieszkańców.